# Собор Непорочного Сердца Девы Марии (Датун)
Собор Непорочного Сердца Пресвятой Девы Марии (кит. 大同圣母圣心堂) — католическая церковь, находящаяся в городе Датун, провинция Шаньси, Китай. Церковь является кафедральным собором епархии Датуна.

## История
Строительство церкви Непорочного Сердца Пресвятой Девы Марии начал итальянский священник в 1889 году и завершил его в 1891 году. В 1900 году церковь во время восстания боксёров была сожжена. В 1906 году храм был восстановлен.
В 1922 году Святой Престол учредил епархию Датуна и поручил её пастырскому попечению бельгийским монахам из монашеского ордена Непорочного Сердца Пресвятой Девы Марии.
Во время культурной революции церковь частично была разрушена — были снесены две башни. В это время храм использовался в качестве производственного помещения.
В 1982 году церковь была возвращена католической общине, которая завершила восстановление храма в 2006 году, восстановив две 17-метровые башни с часами.